# Victor-Marie Picot
Pour les articles homonymes, voir Picot.
Victor-Marie Picot est un graveur d'interprétation, éditeur et marchand d'estampes français né le 12 février 1745 à Monthières, hameau rattaché à Bouttencourt (Somme), actif de 1766 à 1790 à Londres où il fut membre de la Society of Artists of Great Britain, mort le 17 janvier 1802 à Amiens. Par son mariage avec Marie-Angélique Ravenet, il est le gendre du graveur londonien Simon François Ravenet et le neveu par alliance du graveur abbevillois Pierre Filloeul.

## Biographie

### Naissance à Monthières

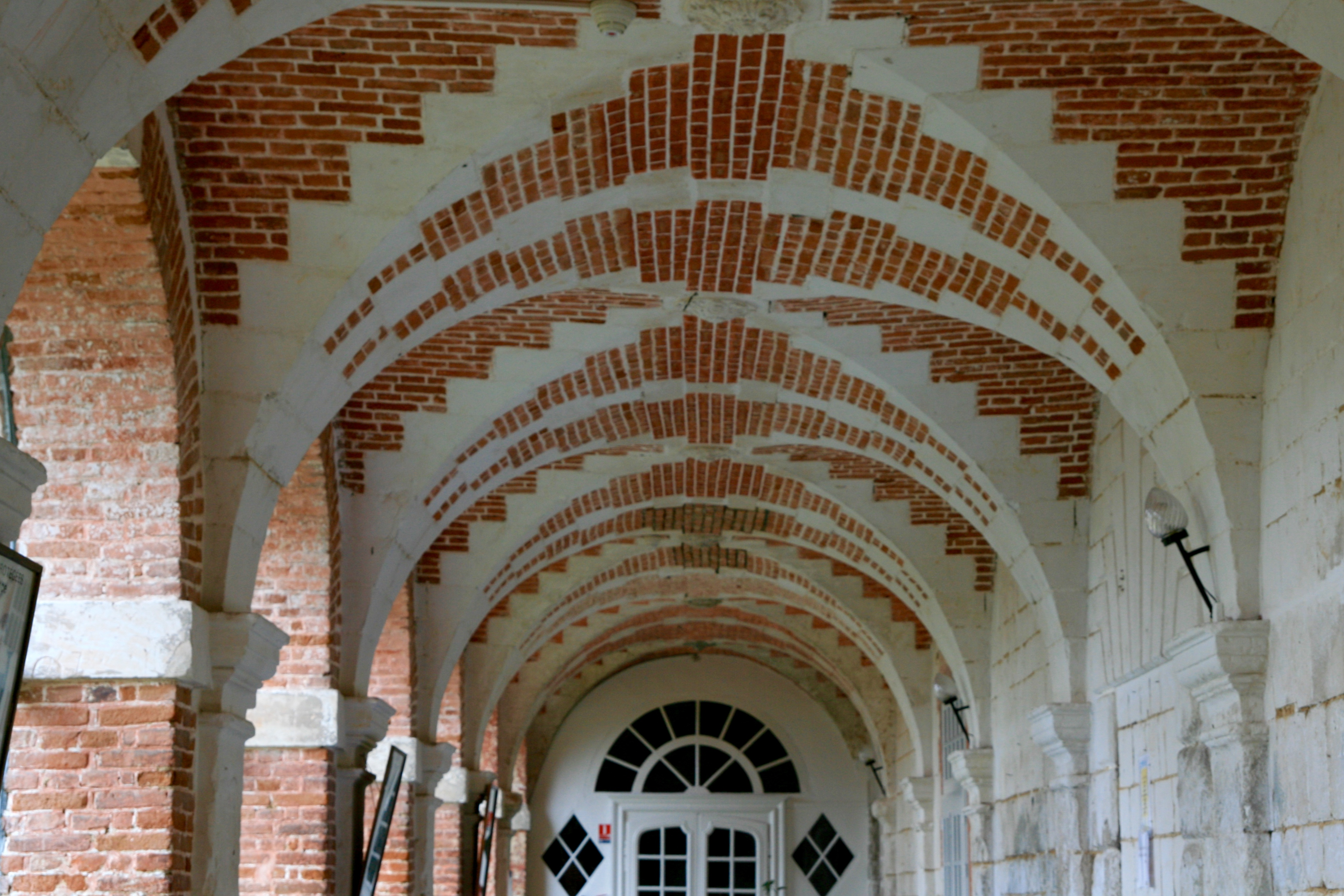
Abbaye Notre-Dame de Séry

À l'encontre d'une naissance à Abbeville en 1744 la plus fréquemment proposée, depuis Michael Huber et Carl Christian Heinrich Rost (de) jusqu'au Dictionnaire Bénézit, Philippe Tillier établit à partir des archives de la manufacture de draps Van Robais que Victor-Marie Picot naît en 1745 du mariage de Jacques-François et Élisabeth Picot à Monthières, hameau rattaché à Bouttencourt où, avec son frère aîné André Picot, Jacques-François dirige le « moulin à foulon » spécialisé dans le feutrage du drap. Le décret de fermeture de celui-ci, obtenu par la puissante famille Van Robais de l'Inspection des manufactures d'Amiens, contraindra la famille à la cessation de l'activité et à un retour à Abbeville en 1746, après le baptême de Victor-Marie en l'abbaye Notre-Dame de Séry de Bouttencourt.

### Enfance à Abbeville
Son enfance se déroule dans le quartier Saint-Paul d'Abbeville et, vers 1758, en compagnie de ses exacts contemporains abbevillois François Dequevauviller (1745-1817), Jean-Marie Delattre (1745-1840), François-Rolland Elluin (1745 - vers 1810) et François Hubert (1744-1809), il reçoit ses premières leçons de dessin et de gravure de Philippe-Augustin Lefebvre (1713-?) : « c'est à ce dernier, explique Philippe Tillier, que la bourgeoisie marchande abbevilloise s'adresse de préférence lorsqu'un de ses enfants manifeste une aptitude particulière pour le dessin et la peinture ». Si l'œuvre peint et gravé de l'artiste a aujourd'hui totalement disparu, ajoute l'historien, on retient son mérite « d'avoir initié à la gravure en taille-douce bon nombre d'enfants et d'adolescents, constituant ainsi le premier maillon d'une chaîne d'apprentissage qui a formé quelques-uns des bons graveurs du XVIIIe siècle ». On connaît les « maillons parisiens » - tous d'origine abbevilloise - de cette chaîne, les noms de Dequevauviller et Delattre étant associés à Jean Daullé (1705-1763), ceux d'Elluin et d'Hubert à Jacques Firmin Beauvarlet (1731-1797).

### Londres, 1766-1790

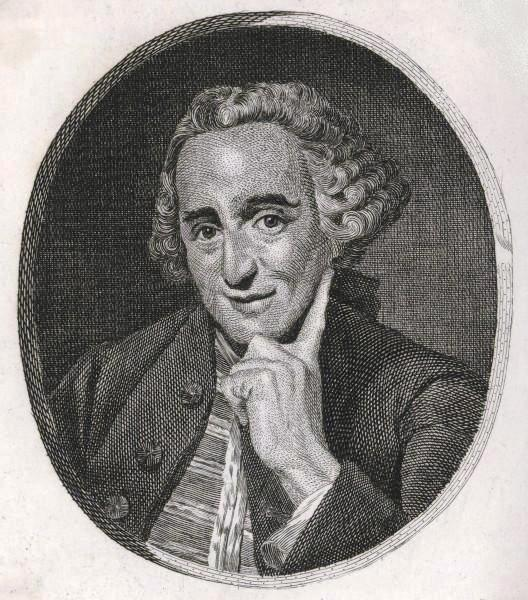
Simon François Ravenet

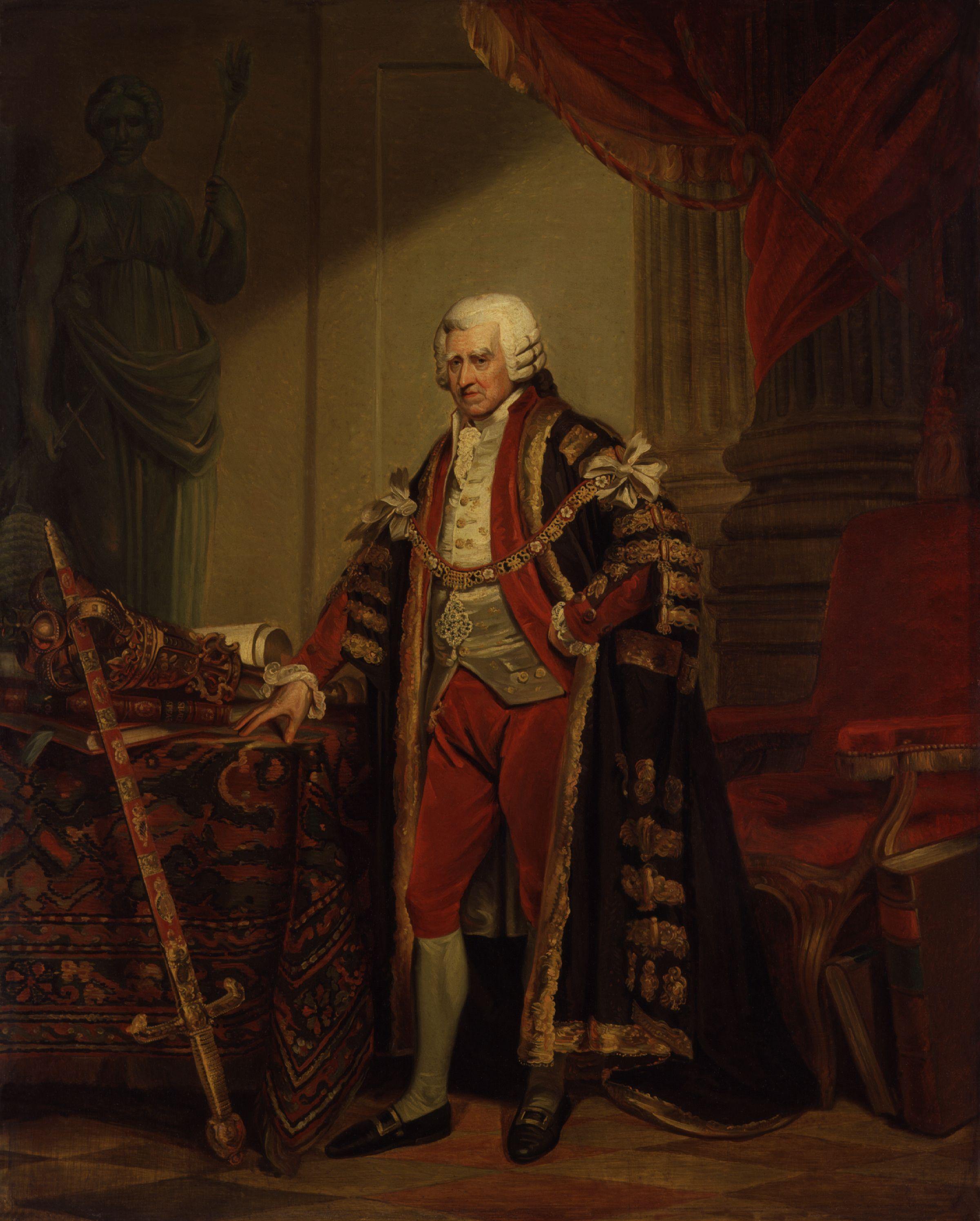
John Boydell

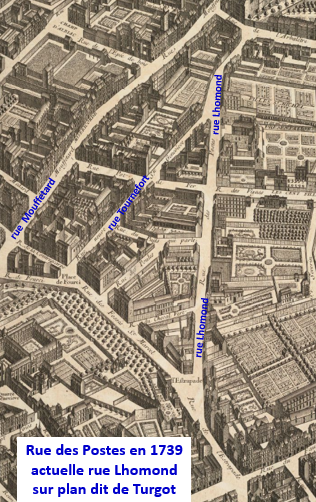
Paris, la rue des Postes au XVIIIe siècle

Si l'on ignore pour sa part quel y aurait été son maître, on estime de la sorte probable que Picot ait effectué un apprentissage de graveur à Paris entre 1760 et 1766, année où il part pour Londres - les encouragements en ce sens de Robert Strange, ancien élève de Jacques-Philippe Le Bas, sont l'hypothèse d'Émile Delignières (pcd) - où il est accueilli par Simon François Ravenet, lequel a pour collaboratrice sa fille Marie-Angélique. Dès 1768, pour le prestigieux recueil A collection of prints, engraved after the most capital paintings in England qui sera édité par John Boydell avec dédicace au roi George III l'année suivante, il grave « entièrement au burin et au pointillé, avec une maîtrise étonnante pour un artiste de vingt-trois ans », Nourrice et nourrisson d'après une Vierge à l'enfant de Bartolomeo Schedoni,.

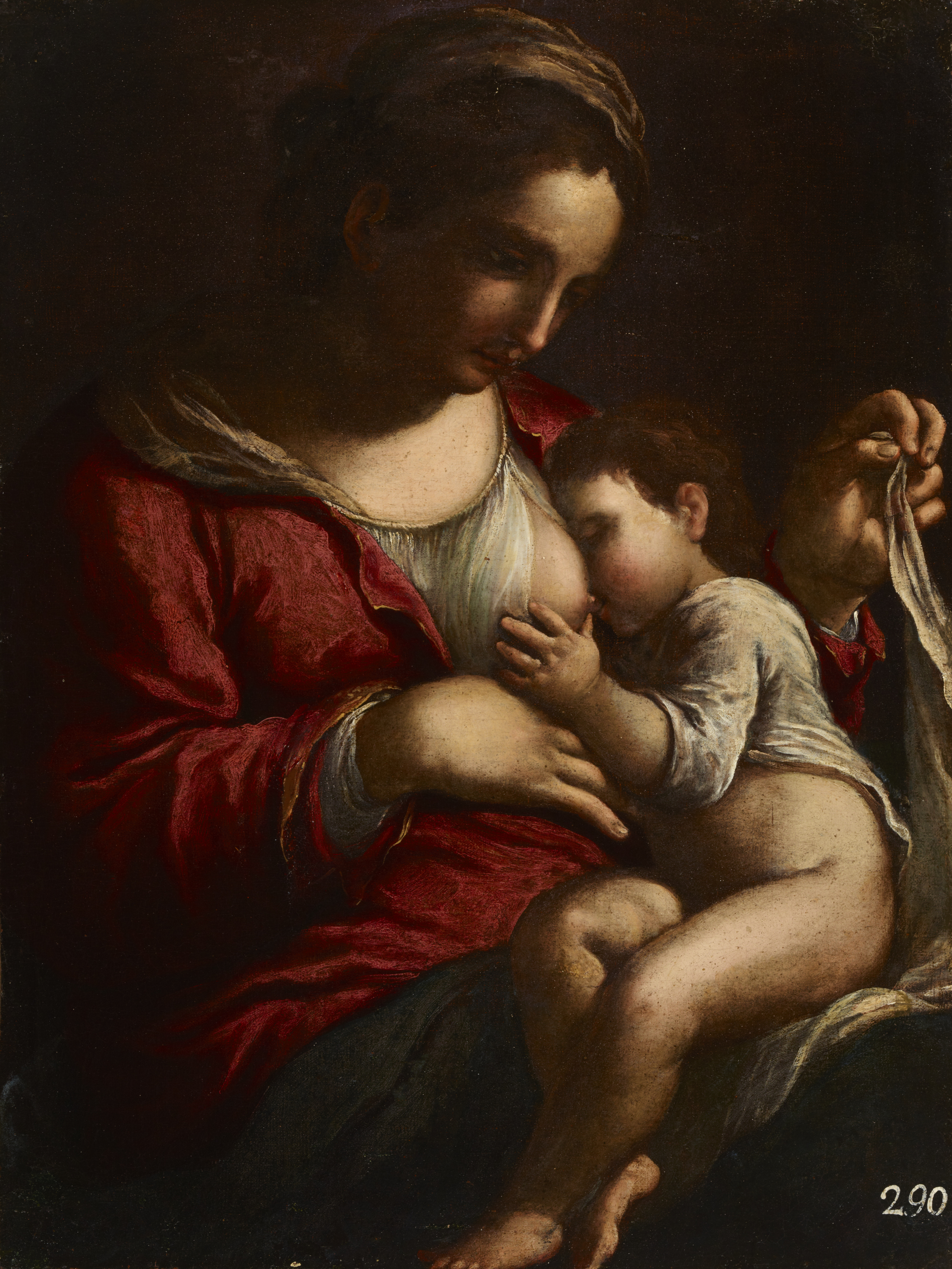
Bartolomeo Schedoni, Vierge à l'enfant

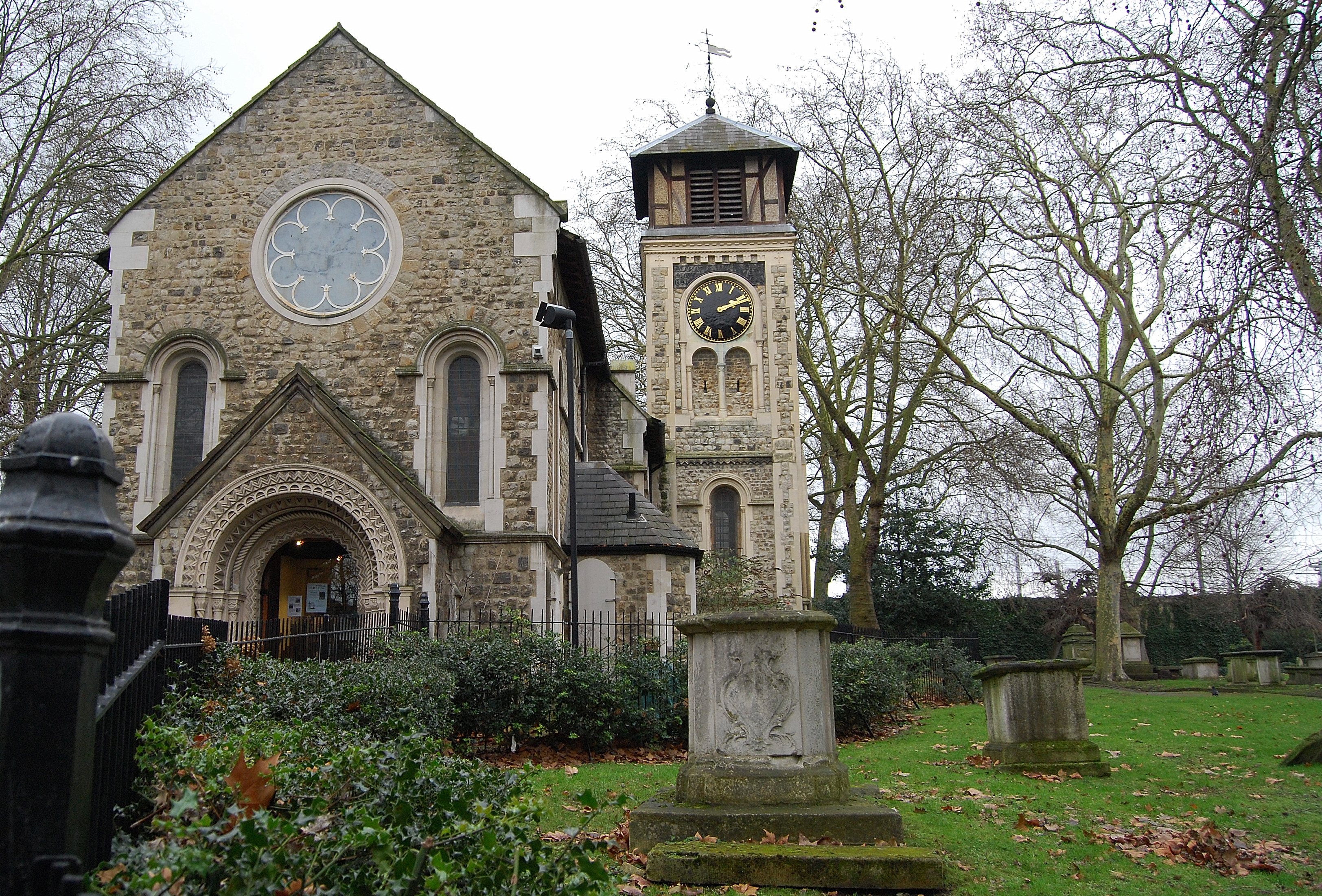
St Pancras Old Church, Londres

Victor-Marie se fiance à Marie-Angélique Ravenet le 17 janvier 1768 pour l'épouser le 17 janvier 1769 en la St Pancras Old Church et pour s'installer avec elle dans un atelier-boutique de St Martin's Lane (en). En la même année 1769, le cercle de Simon François Ravenet s'élargit à un autre graveur abbevillois déjà nommé, Jean-Marie Delattre, ancien condisciple et ami de Victor-Marie. En 1771, les deux abbevillois gravent ensemble sur cuivre d'après Hubert-François Gravelot, proche ami de William Hogarth, les planches hors texte et les vignettes de deux volumes signés Bebescourt, Les mystères du christianisme approfondis radicalement et reconnus physiquement vrais, « stupéfiant ouvrage dont Moet, le traducteur d'Emanuel Swedenborg, était le seul à connaître l'auteur, très rare autrefois, aujourd'hui introuvable, entièrement basé sur la Cabale ». En 1772, deux estampes, La Piscine de Bethesda (la guérison miraculeuse du paralytique) co-gravée par Simon François Ravenet et Victor-Marie Picot, et, lui faisant pendant, Le Bon Samaritain co-gravée par Simon François Ravenet et Jean-Marie Delattre, toutes deux d'après William Hogarth et éditées par John Boydell, confirment une étroite collaboration à laquelle toutefois le mariage de Delattre en 1773 semble mettre un terme.

Les interprétations de William Hogarth éditées par John Boydell
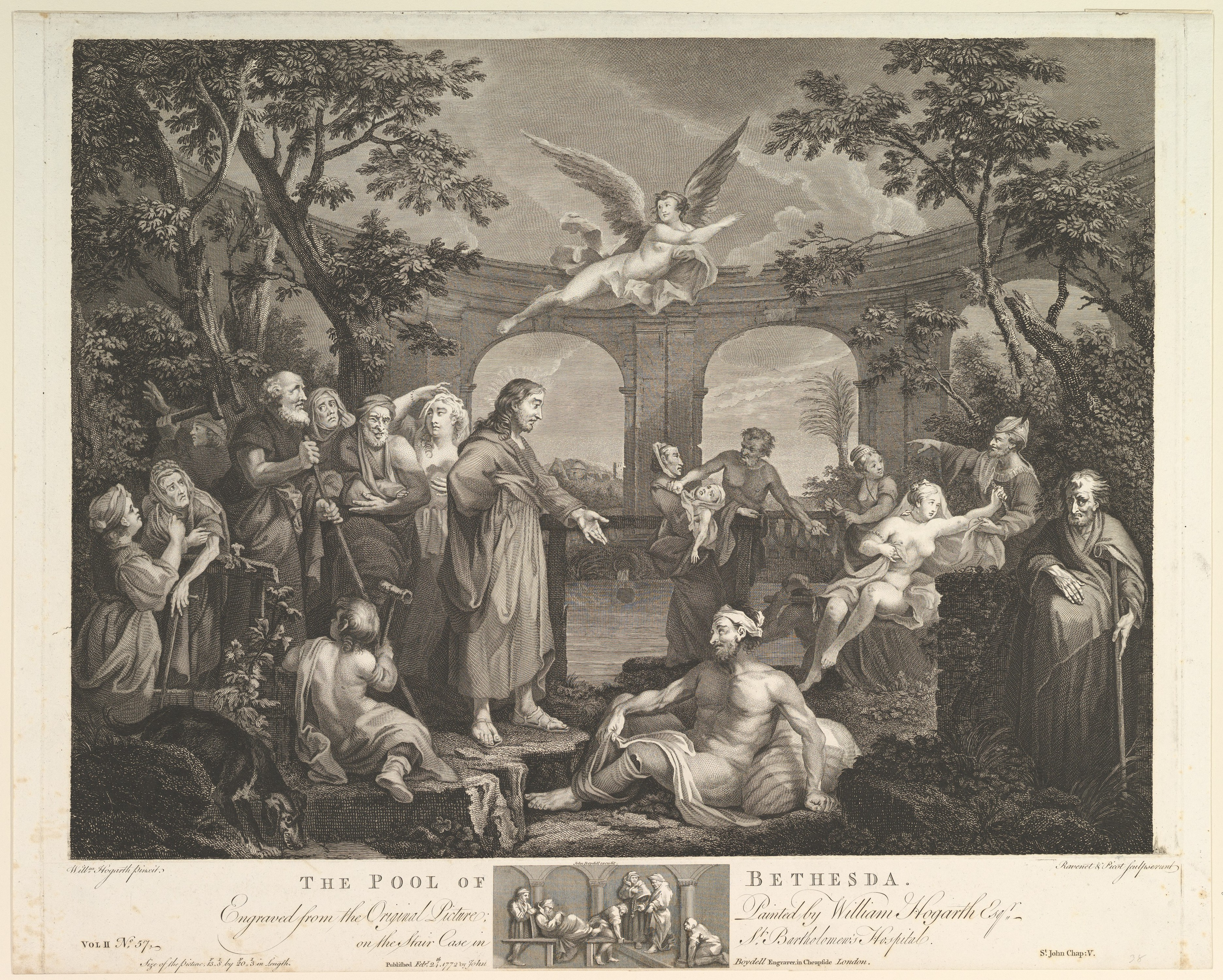
La Piscine de Bethesda, collaboration de Simon François Ravenet et Victor-Marie Picot
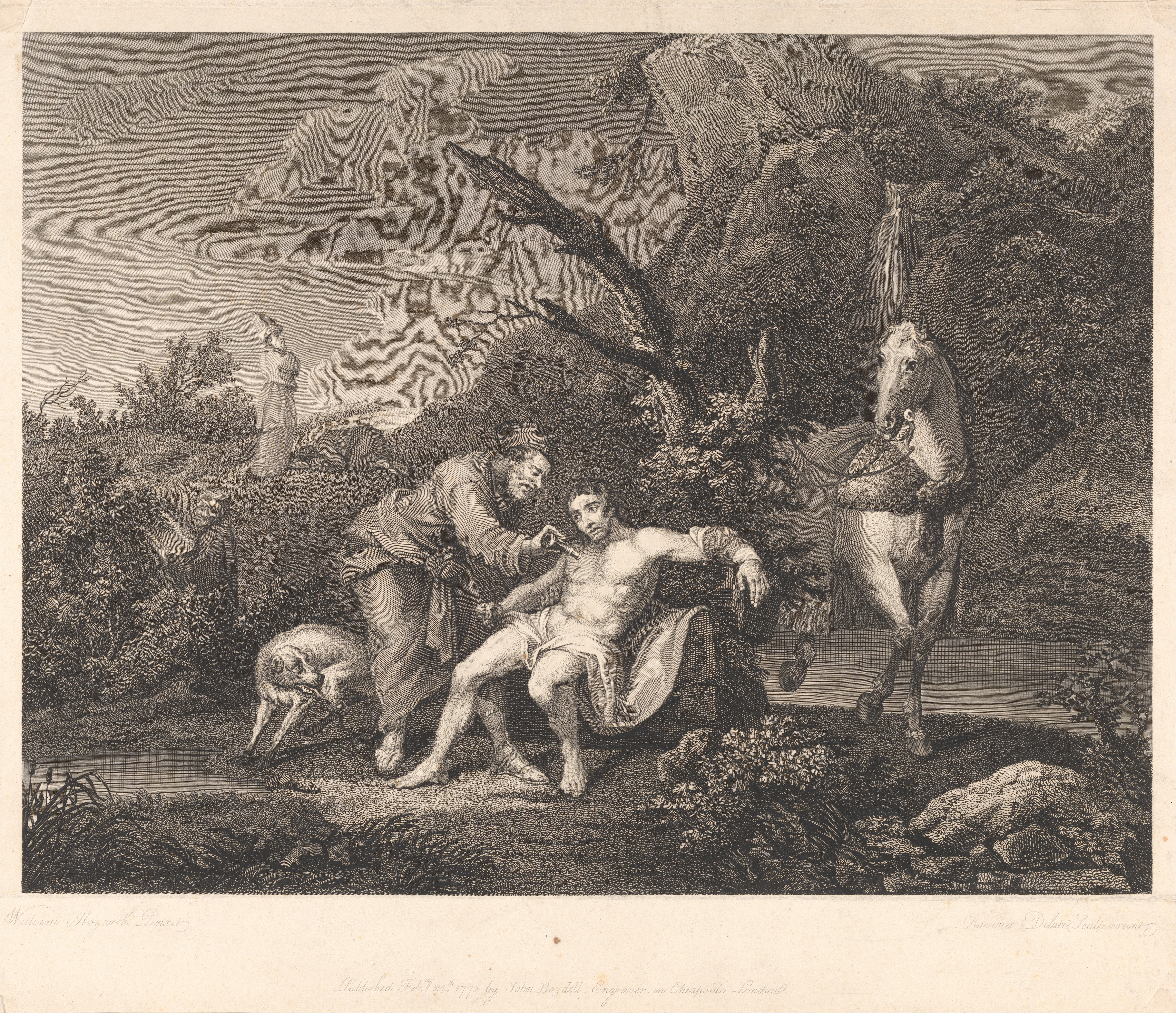
Le Bon Samaritain, collaboration de Simon François Ravenet et Jean-Marie Delattre

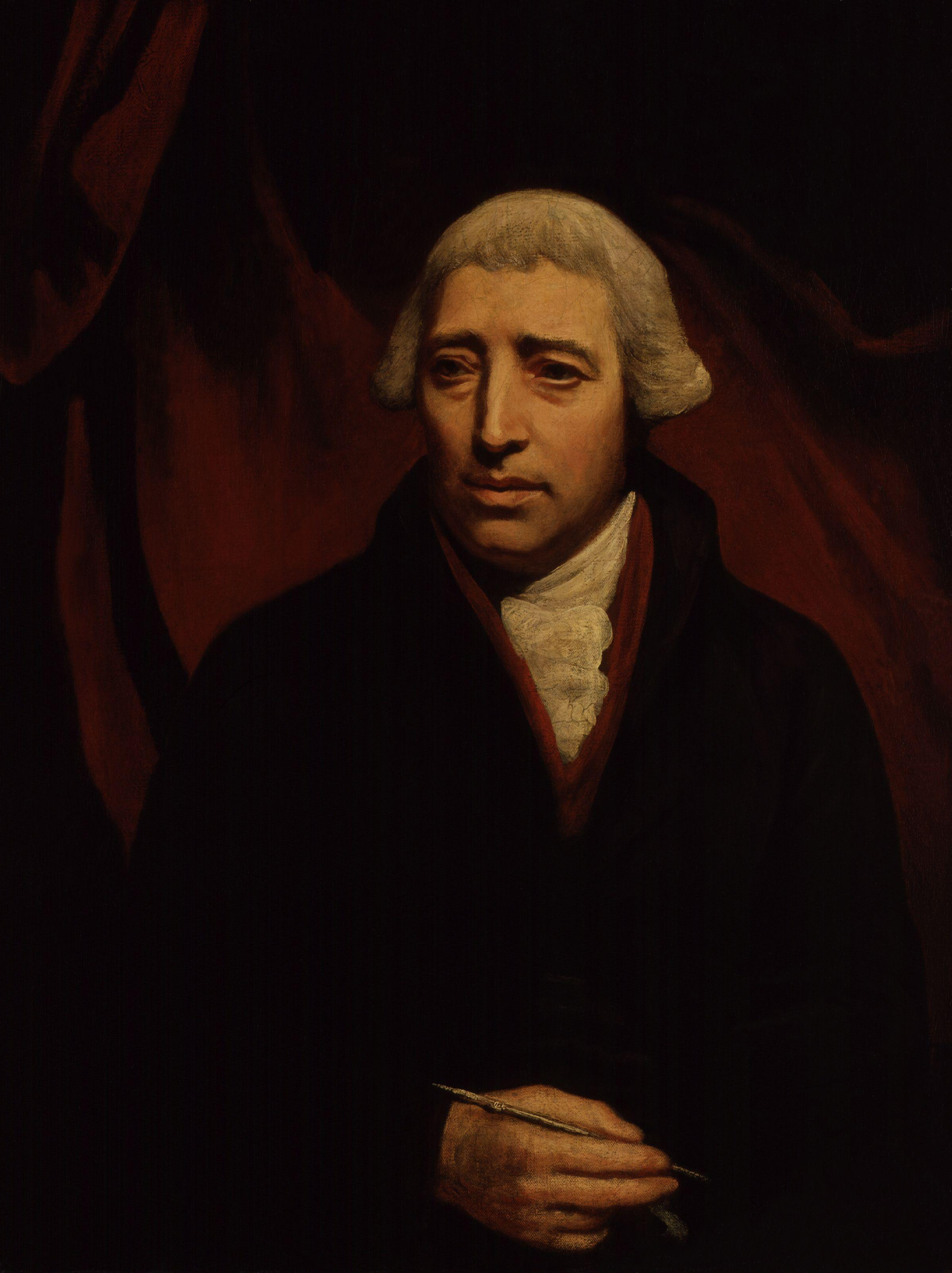
Francesco Bartolozzi

C'est plus exactement 1772 que Philippe Tillier perçoit comme une « année de transition » puisqu'y apparaissent « de nouveaux partenaires avec lesquels Victor-Marie Picot confirme sa progression technique, le florentin Francesco Bartolozzi en étant le principal élément ». Une gravure de 1773 mêlant l'eau-forte et le burin, Nymphes au bain où les figures sont gravées par Bartolozzi d'après Giovanni Battista Cipriani et les paysages par Picot (qui devient alors également éditeur) d'après John James Barralet, est la marque notable de cette collaboration.
En 1779, c'est un autre ancien ami abbevillois, le graveur Charles-Eugène Duponchel (1748-1796), filleul d'Eugène-Honoré Picot, oncle probable de Victor-Marie, qui est à son tour accueilli par lui à Londres, sans toutefois intégrer le cercle Ravenet.
Le British Museum restitue de 1771 à 1788 plusieurs adresses au nom de Victor-Marie Picot à Londres, entre St Martin's Lane, The Strand et Greek Street (en), dans « une série de six ou sept déménagements avant son retour en France ». Son second mariage vers 1782 avec Rosalie Dufétel, qui aurait donné naissance en 1783 à un fils prénommé Louis-Victor et qui nous est révélé par Émile Delignières (pcd), ne laisse aucune trace dans les archives du British Museum qui retient seulement à propos de Marie-Angélique, première épouse : « Picot revient en France en 1790. Elle ne l'accompagne pas et il la laisse sans ressources. La Royal Academy la gratifie de quatre guinées en 1794 et 1795, six guinées en 1796 et 1797 ».

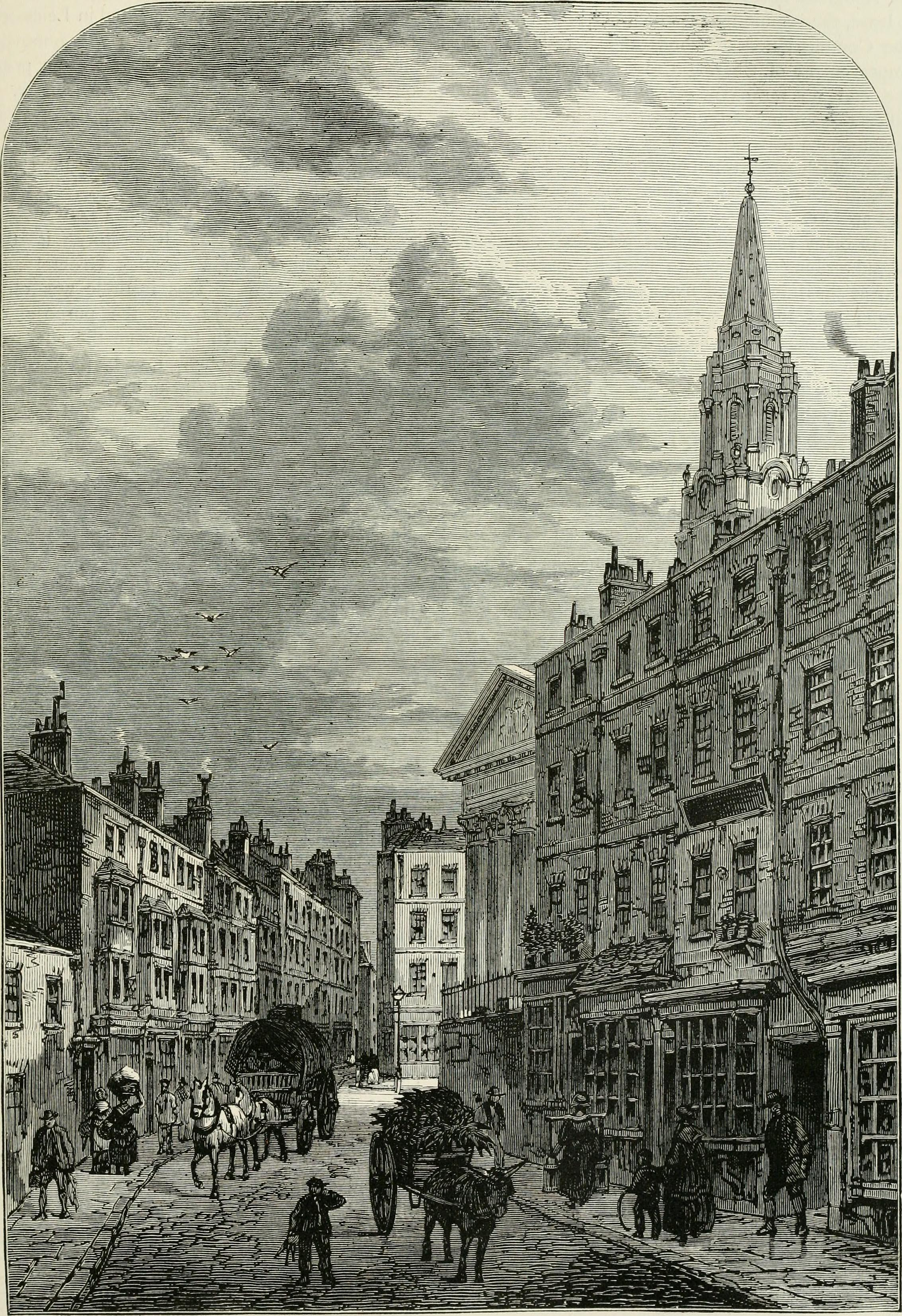
St Martin's Lane (en)
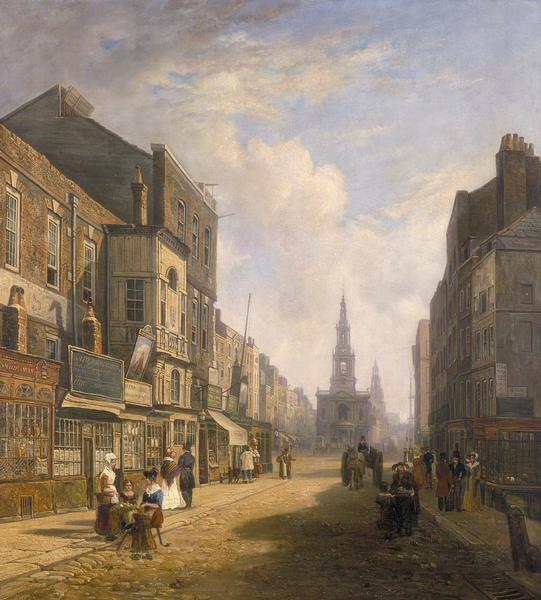
The Strand
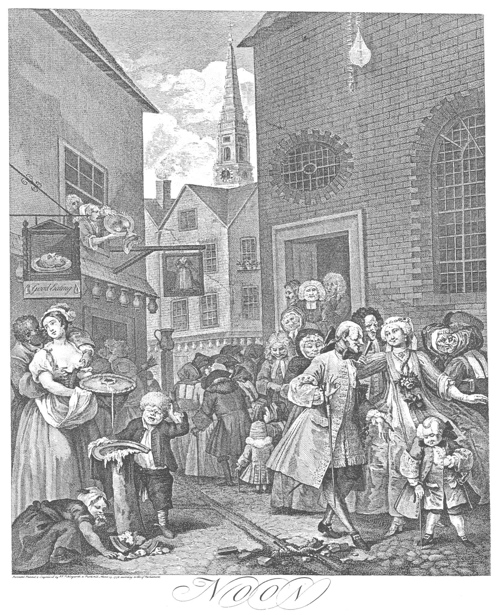
Greek Street (en)

### Retour en France
Au revers des contributions prestigieuses aux recueils de John Boydell et de Francis Grose, les multiples déménagements et la séparation suivie d'un second mariage amènent Philippe Tillier au constat que Victor-Marie Picot, dans « un parcours atypique », s'est moins bien adapté à la vie londonienne que ses concitoyens d'Abbeville François-Germain Aliamet (1733-1790) et Jean-Marie Delattre. On le retrouve réinstallé à Abbeville dans la rue Saint-Jean-des-Prés, puis l’Allégorie relative à Buonaparte, généralissime des armées françaises, dans son expédition contre l'Angleterre, gravure de 1797 d'après Pierre-Paul Prud'hon dont le musée Carnavalet de Paris conserve un exemplaire, énonce son installation au 25, rue des Postes à Paris. Il est de retour à Abbeville au soir de sa vie et meurt à Amiens en 1802.

## Expositions
- Exposition provinciale de la Société des antiquaires de Picardie, hôtel de ville d'Amiens, mai-juin 1860[15].
- Regards sur les Antilles - Collection Marcel Chatillon, Musée d'Aquitaine, Bordeaux, 1999[16].

## Collections publiques

### Australie
- Musée national du Victoria, Melbourne, Cupidon et Psyché, gravure d'Augustin Burdet d'après Victor-Marie Picot[17].

### Espagne
- Musée du Prado, Madrid, Estampes anglaises de la reine Marie-Christine de Bourbon-Siciles, album de 29 estampes dont Victor-Marie Picot, John Boydell éditeur[18].

### États-Unis
- Musée d'Art de Baltimore, Nymphes se baignant, gravure d'après Giovanni Battista Cipriani, 22,4x18,3cm, 1790[19].
- Musée des Beaux-Arts de Boston, Apollon, burin d'après Simone Cantarini, 1784[20].
- Musées d'Art de Harvard, Cambridge (Massachusetts), trois gravures [21] :
  - Port italien, d'après John James Barralet, 29,5x27,4cm, 1782.
  - Marguerite d'Anjou, épouse du roi Henri VI d'Angleterre, attaquée dans un bois, 43,8x54,5cm, 1783.
  - Apollon, d'après Simone Cantarini, 20,5x16cm, 1784.
- Centre d'art britannique de Yale, New Haven, six gravures[22] :
  - Soir d'été et Hiver, d'après Philippe-Jacques de Loutherbourg, 45x56cm, 1764.
  - Wanstead House dans l'Essex, gravure d'après William Augustus Barron (en), dédiée à Joshua Reynolds, 45,7x61,8cm, 1774-1775.
  - Scène pastorale avec vache et Scène pastorale avec âne, gravures de Pierre-François Laurent d'après Philippe-Jacques de Loutherbourg, éditées par Victor-Marie Picot, 54,9x43,8cm, 1777.
  - Sansome Fields près de Worcester, d'après auteur inconnu, non daté.

Victor-Marie Picot au Yale Center for British Art, New Haven
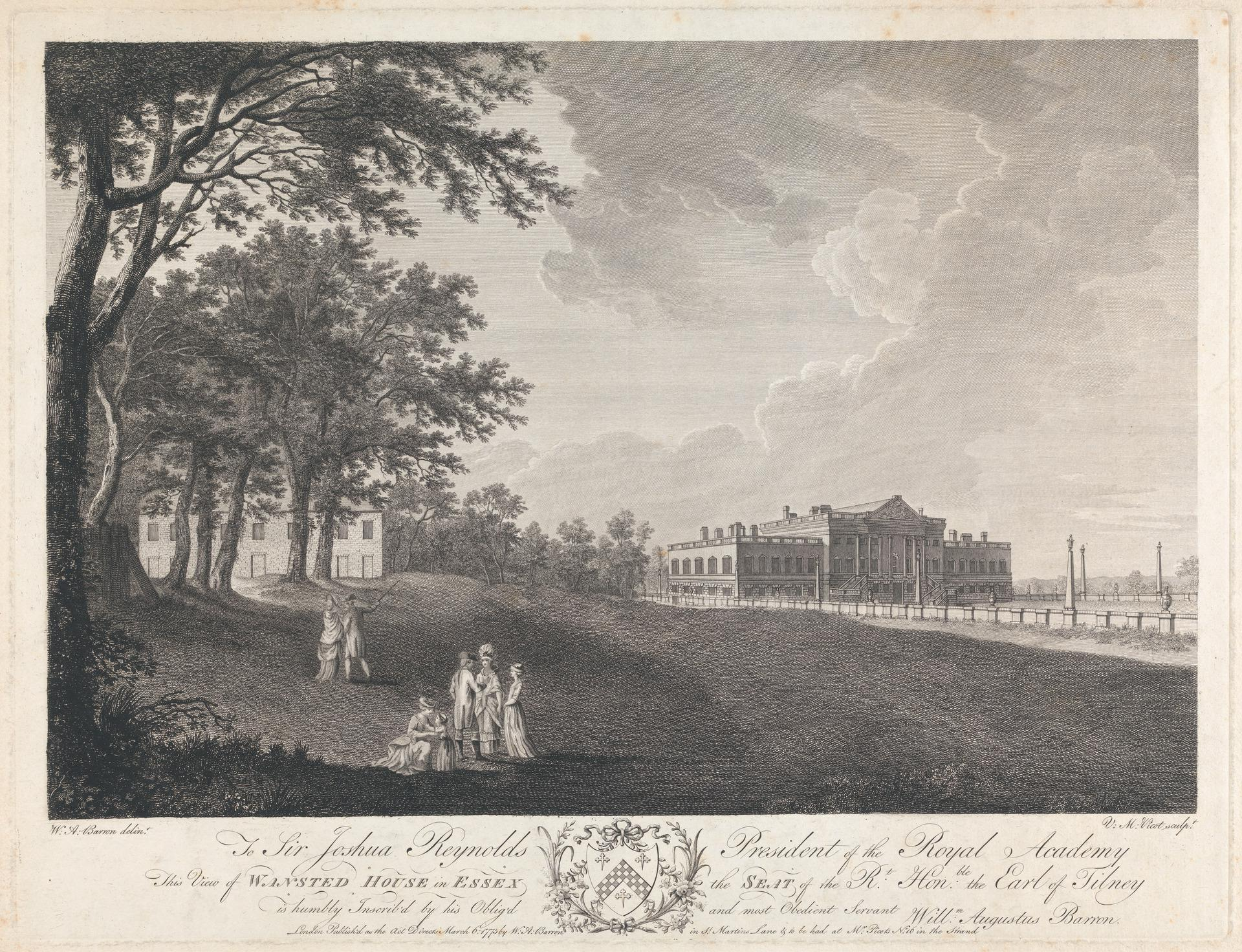
Wanstead House dans l'Essex
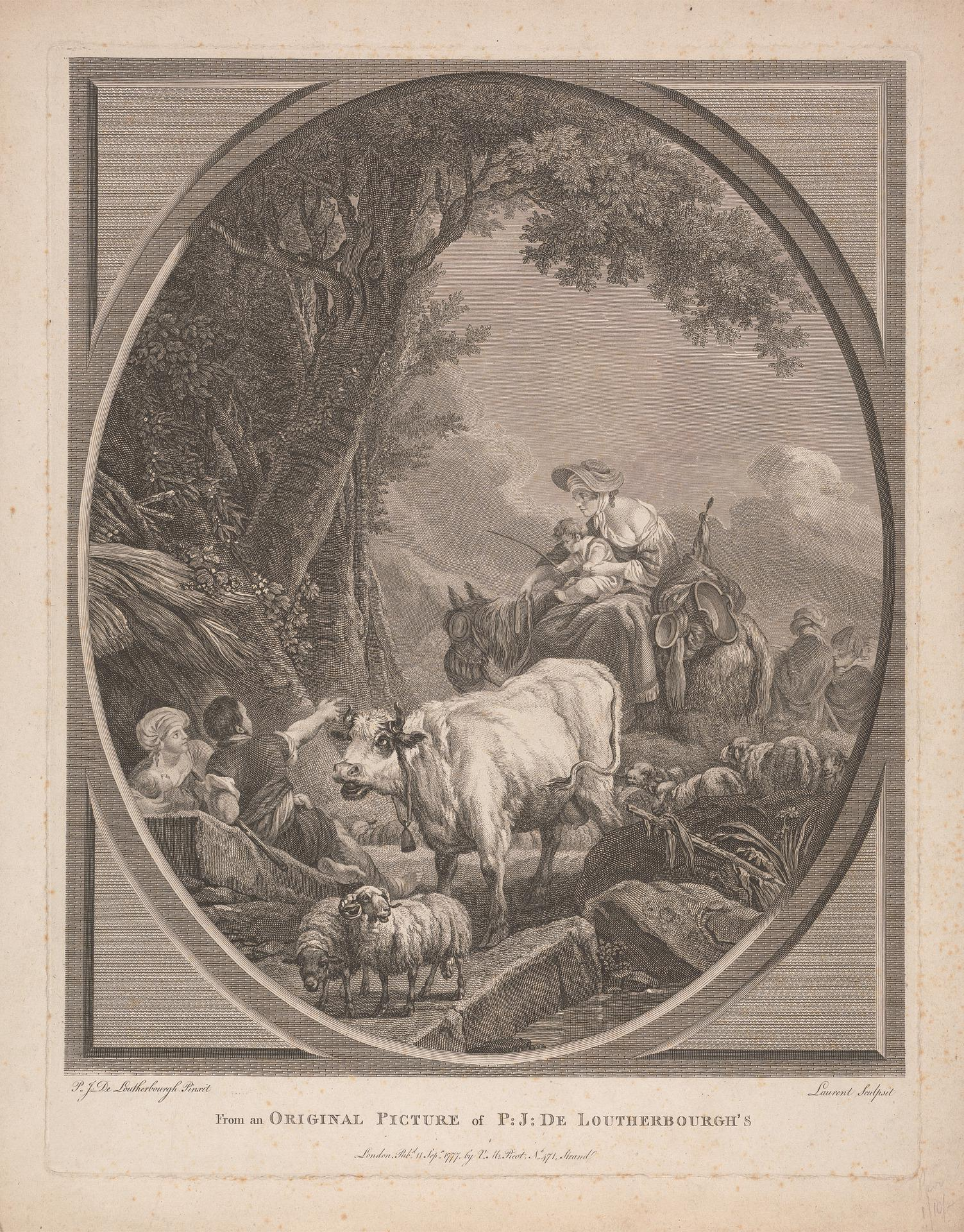
Scène pastorale avec vache
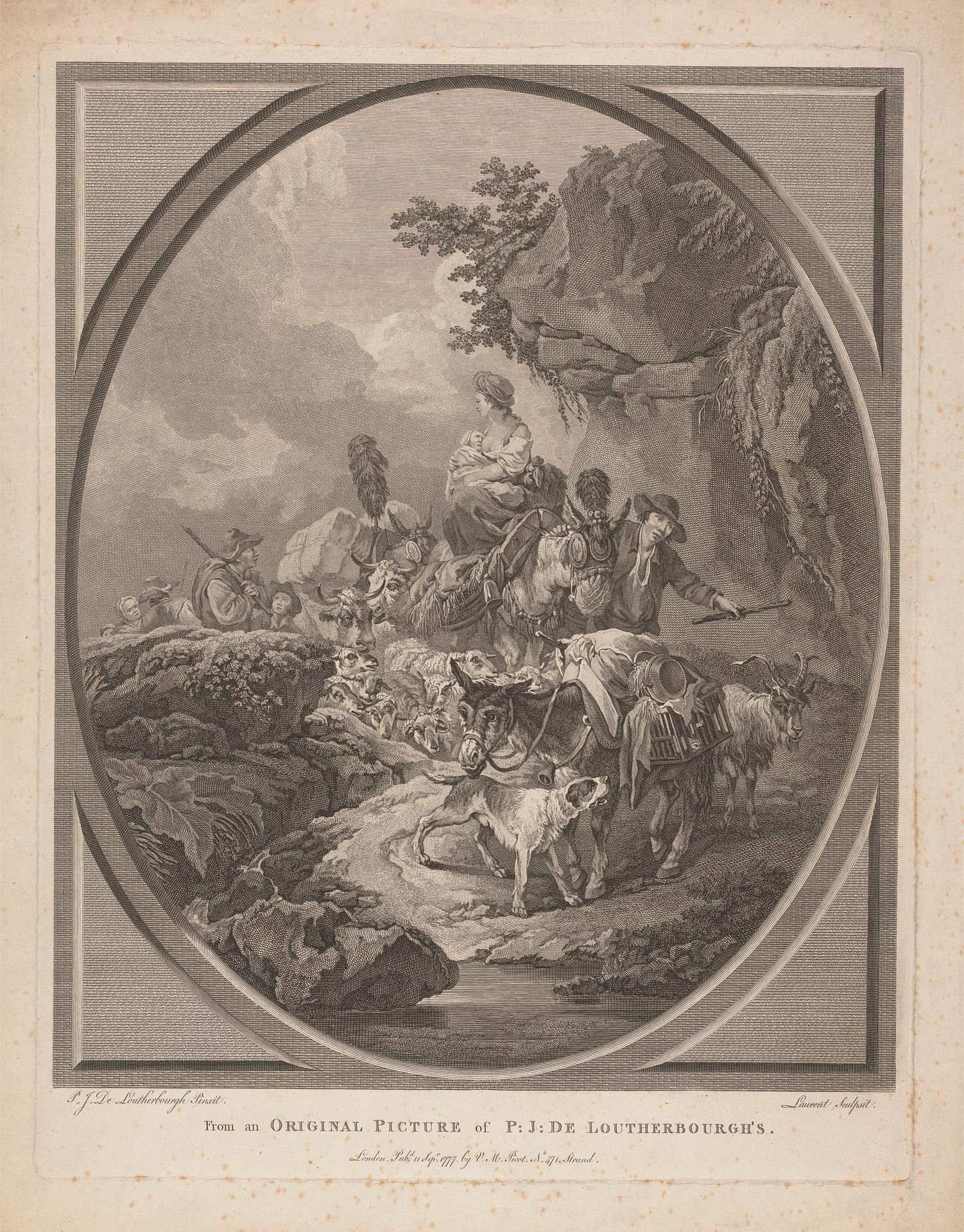
Scène pastorale avec âne
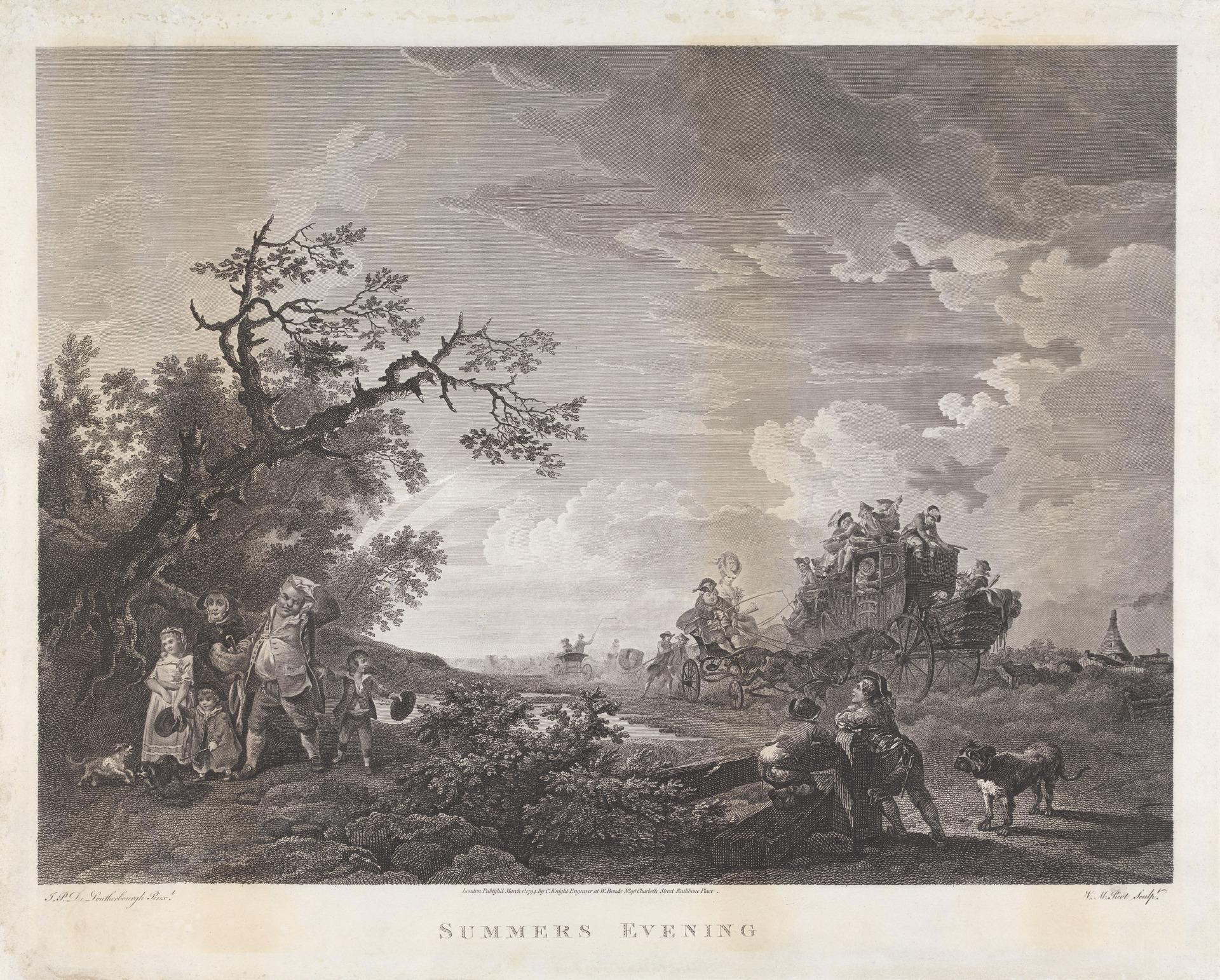
Soir d'été
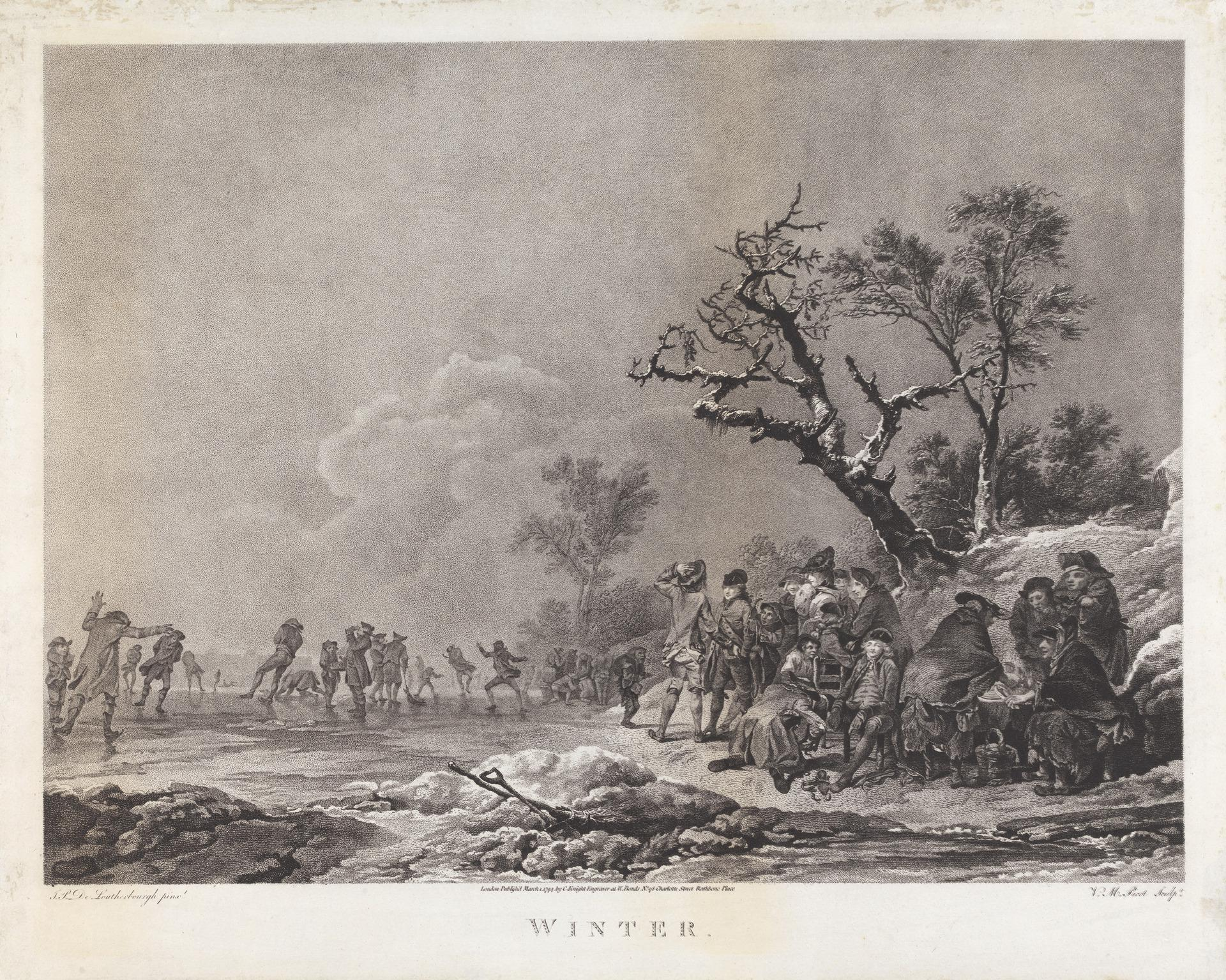
Hiver
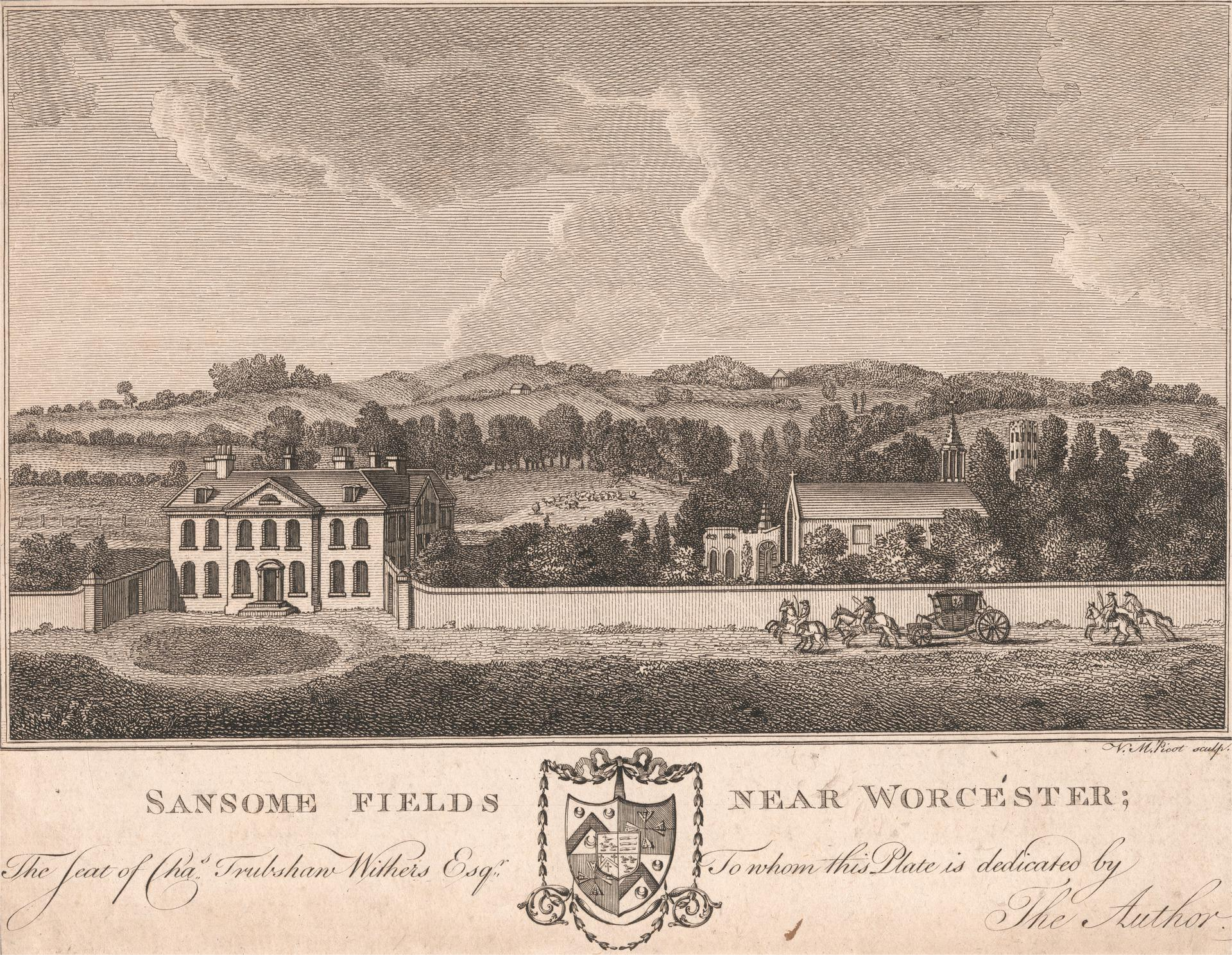
Sansome Fields près de Worcester

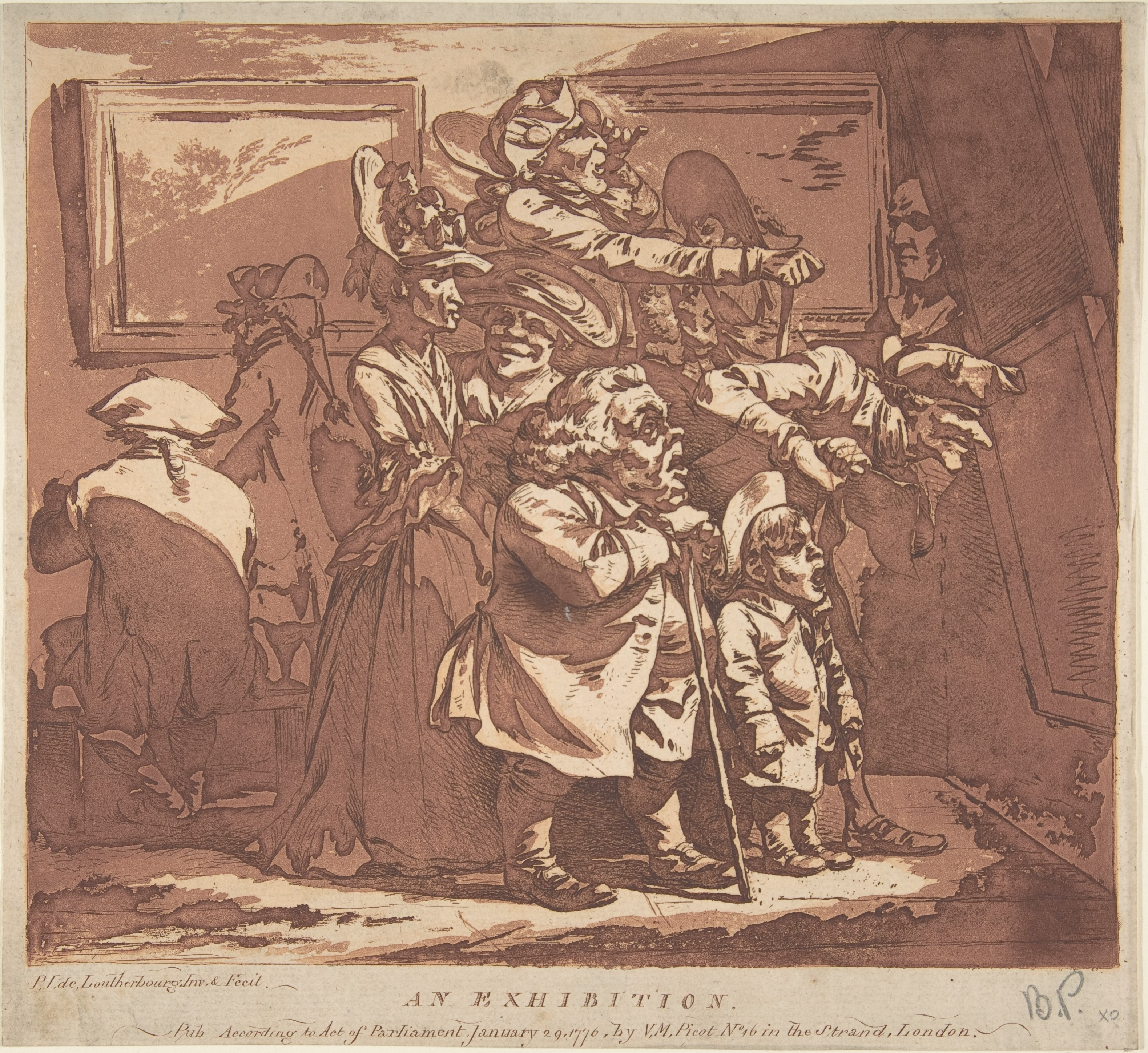
An exhibition

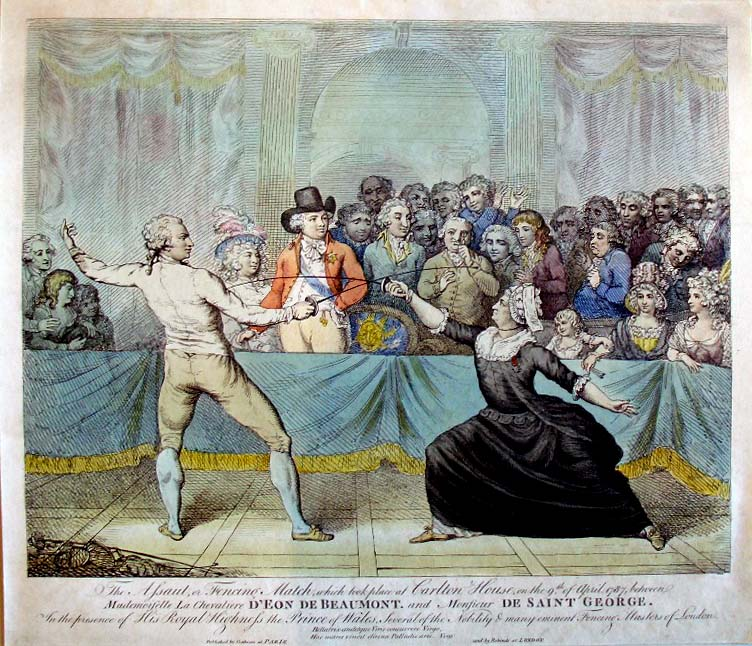
The Assaut or fencing match which took place at Carlton House on the 9th of April 1787

- Metropolitan Museum of Art, New York :
  - La piscine de Bethesda (Évangile selon Saint Jean, chapitre 5), co-gravé avec Simon François Ravenet d'après William Hogarth et édité par John Boydell, 47,5x56cm, Londres, 1772[3].
  - An exhibition, gravure à l'aquatinte en sanguine d'après Philippe-Jacques de Loutherbourg, 21,3x21,2cm, 1776[23].
  - Soir d'été, gravure d'après Philippe-Jacques de Loutherbourg, 50,8x65,7cm[24].
- Musée d'art de Philadelphie, The Watering Place, gravure d'après Jan Asselijn, 41,5x51,8cm, fin XVIIIe siècle[25].
- Bibliothèque de l'université de Princeton, The Assault or fencing match which took place at Carlton House on the 9th of April 1787, gravure d'après la toile éponyme d'Alexandre-Auguste Robineau conservée dans la Royal Collection britannique (satire du duel d'escrime entre Joseph Bologne de Saint-George et Charles d'Éon de Beaumont, ce dernier ici vêtu en femme), 1789[26],[27].
- Bibliothèque du Congrès, Washington, Garçon à la flute, gravure d'après Benedetto Luti, 1780[28].
- Musée national d'histoire américaine, Washington, Virgin and child (La Vierge Marie avec le Christ enfant), gravure d'après Alessandro Turchi, 1784[29].
- National Gallery of Art, Washington, La piscine de Bethesda, description ci-dessus.

### France
- Musée Boucher-de-Perthes, Abbeville, gravures[3] :
  - Clytie et Argus, Mercure et Io, d'après François Lemoyne.
  - Vénus et Cupidon et Garçon à la flûte, d'après Benedetto Luti.
  - Diane abandonnée, d'après Angelica Kauffmann.
  - Bain de Diane et L'île de Cythère, d'après Antoine Watteau.
  - Apollon, burin d'après Simone Cantarini, 19x14,5cm, 1784[30].
- Musée d'Aquitaine, Bordeaux, Combat de Mademoiselle la Chevalière d'Éon de Beaumont avec Monsieur de Saint-George le 9 avril 1787, gravure d'après Alexandre-Auguste Robineau, 1789[31].
- Musée des Beaux-Arts de Lyon, Allégorie relative à Buonaparte, généralissime des armées françaises, dans son expédition contre l'Angleterre, gravure d'après Pierre-Paul Prud'hon, 48,5x63cm, 1797-1798[32].
- Département des estampes et de la photographie de la Bibliothèque nationale de France, Paris, Buste de jeune fille, gravure d'après Jean-Honoré Fragonard, 1782[33].
- Musée Carnavalet, Paris, Allégorie relative à Buonaparte, généralissime des armées françaises, dans son expédition contre l'Angleterre, gravure d'après Pierre-Paul Prud'hon, 48,5x63cm, 1797-1798[34].
- Musée national de l'Éducation, Rouen, L'Église catholique et les quatre évangélistes, co-gravé avec Jean-Marie Delattre d'après Hubert-François Gravelot, 17x11cm[35].

### Irlande
- Bibliothèque nationale d'Irlande, Dublin, A view of the bay and mountain of Rosstrevor in the harbour of Carlingford, gravure d'après Jonathan Fisher (en), 1772[36].

### Italie
- Ville de Milan, Nymphes au bain, co-gravé par Francesco Bartolozzi d'après Giovanni Battista Cipriani (figures) et Victor-Marie Picot d'après John James Barralet (paysages), éditée par Victor-Marie Picot, 1773[37].
- Istituto centrale per la grafica (it), Rome, Cupidon et Psyché, gravure.

### Nouvelle-Zélande
- Christchurch Art Gallery (en), Christchurch, trois gravures [38]:
  - Encombe, the seat of William Morton Pitt Esq., 26,4x42,2cm, 1774.
  - Kingstone in Dorsetshire, a seat of John Pitt Esq., 25,5x42,5cm, 1774.
  - Fleet House in Dorsetshire, a seat of George Gould Esq., 27,4x44cm, 1774.
- Bibliothèque nationale de Nouvelle-Zélande, Wellington, La piscine de Bethesda, description ci-dessus[39].

### Pays-Bas
- Rijksmuseum Amsterdam :
  - La piscine de Bethesda, gravure d'après William Hogarth.
  - Paysage avec pêcheurs, gravure d'après John James Barralet, 1773[40].
  - Nourrice et nourrisson, gravure d'après Sébastien Bourdon[41].
  - Allégorie relative à Buonaparte, généralissime des armées françaises, dans son expédition contre l'Angleterre, gravure d'après Pierre-Paul Prud'hon, 1797[42].

### Royaume-Uni
- Bibliothèque nationale du Pays de Galles, Aberystwyth.
- Fitzwilliam Museum, Cambridge, A Circassian Lady (jeune femme au turban), gravure d'après Angelica Kauffmann, 1778[43].
- Galerie nationale d'Écosse, Édimbourg, Le soir, gravure d'après John James Barralet, 23,7x23,7cm, 1782[44].
- Kedleston Hall, Kedleston, Nymphes sportives, gravure d'après Francesco Zuccarelli, 77x86cm, 1773[45].
- Université de Leeds, Tha Assault or fencing match which took place beetxeen Madame la Chevalière d'Éon and Monsieur de Saint-George on the 9th of april 1787 at Carlton House, gravure d'après Alexandre-Auguste Robineau, 1789.
- British Library, Londres, A view of O'Sullival Cascade, which falls beetween the mountains of Giena and Toomish into the Lake of Killarney, gravure d'après Jonathan Fisher (en), 1770[46].
- British Museum, Londres, nombreuses gravures d'après Jan Asselyn, John James Barralet, Gabriel Metsu, Antoine Watteau, Francis Wheatley…[47]
- Government Art Collection (en), Londres[48] :
  - La piscine de Bethesda, description ci-dessus.
  - Deux vues de Perth (Écosse), l'une depuis le sud, l'autre depuis le nord, deux gravures d'après Archibald Rutherford, 1776.
- National Portrait Gallery, Londres :
  - Portrait de Paulus Pontius, gravure de James Watson d'après Antoine Van Dyck, éditée par Victor-Marie Picot, 43,8x31,2cm, 1777[49].
  - Portrait de Nannette Thelluson, gravure d'après Pierre-Étienne Falconet, 30,8x22,6cm, 1773[50].
  - Portrait de George Whitefield, gravure d'après Nathaniel Hone, 19x12,4cm[51].
- Royal Academy of Arts, Londres, La piscine de Bethesda, description ci-dessus[52].
- Victoria and Albert Museum, Londres, Laïs de Corinthe, la courtisane grecque, gravure, 1776[53].
- Wellcome Collection, Londres, Virgin and child (La Vierge Marie avec le Christ enfant), gravure d'après Alessandro Turchi, 1784[54].
- Swanage Museum & Heritage Centre (en), Swanage, Encombe the seat of William Morton Pitt Esq., gravure d'après William Tomkins, 1774[55].

### Suisse
- Musée d'Art et d'Histoire de Genève :
  - La piscine de Bethesda, gravure d'après William Hogarth, 1772[56].
  - Diane et les nymphes, gravure d'après Jacopo Amigoni, 48,5x60,7cm, 1780[57].

## Collections privées
- Georg Friedrich Brandes (de), Hanovre[58].
- Jean-Pierre Cerroni, Brno[59].
- Gardiner Greene Hubbard[60].
- Charles Van Hultem, Belgique[61].
- William Hunter, Londres[62].
- Gilbert Paignon-Dijonval[63].
- George Washington, Mount Vernon[64].
- Winckler, Leipzig[65].

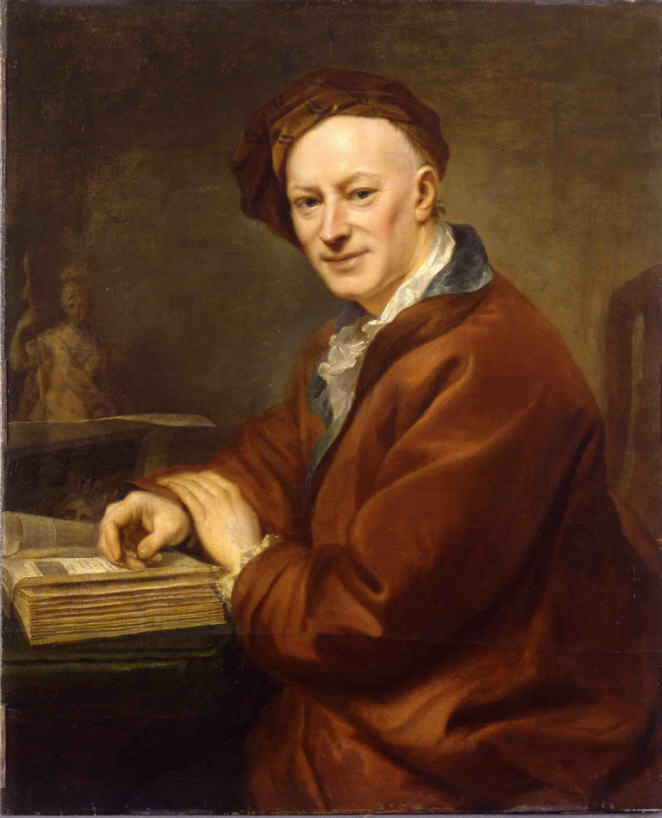
Georg Friedrich Brandes (de)
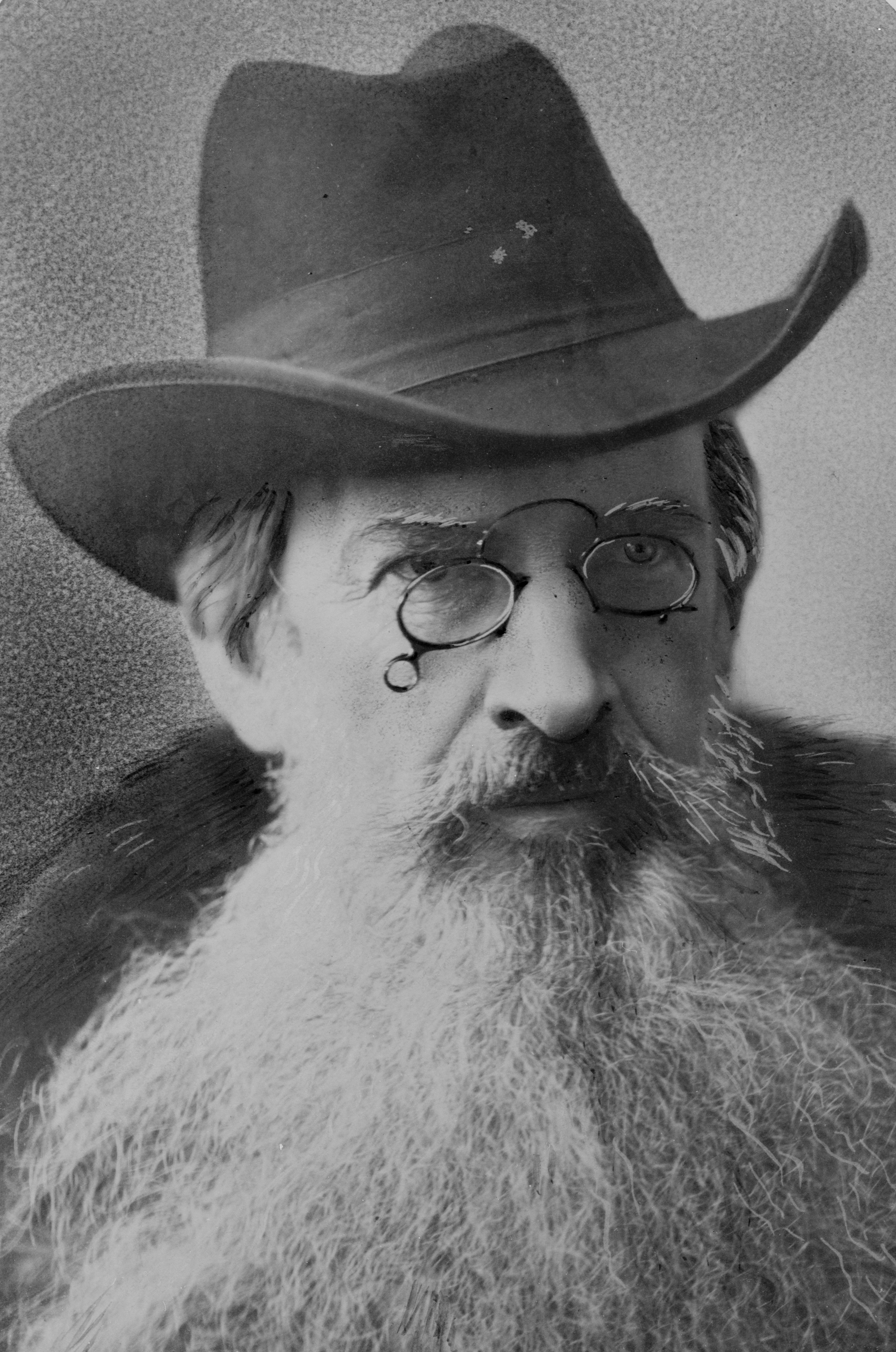
Gardiner Greene Hubbard
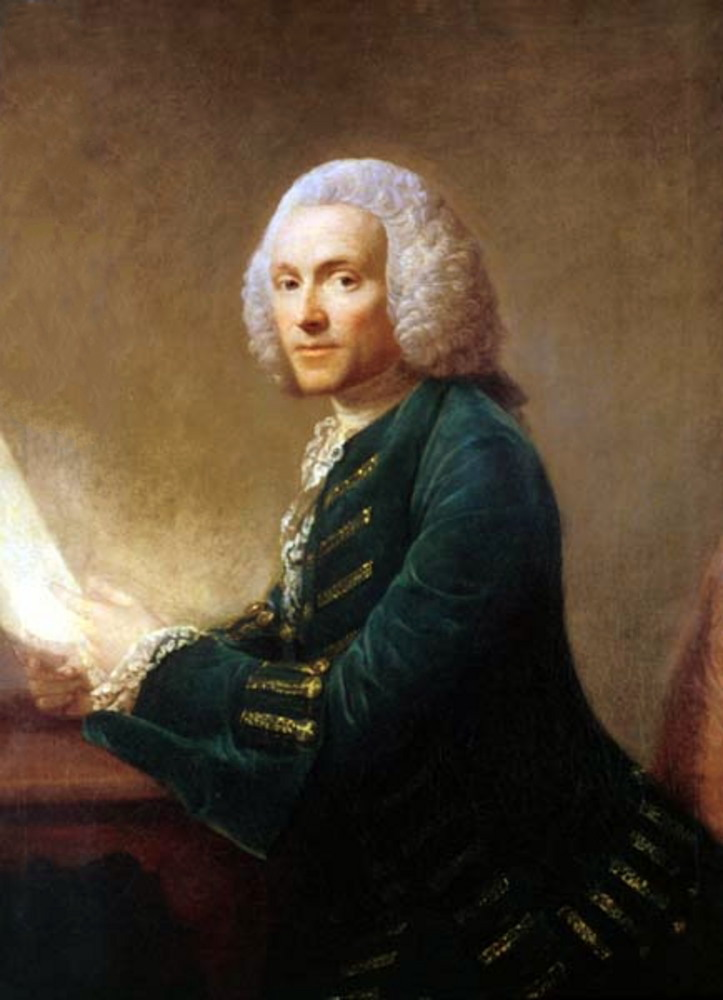
William Hunter
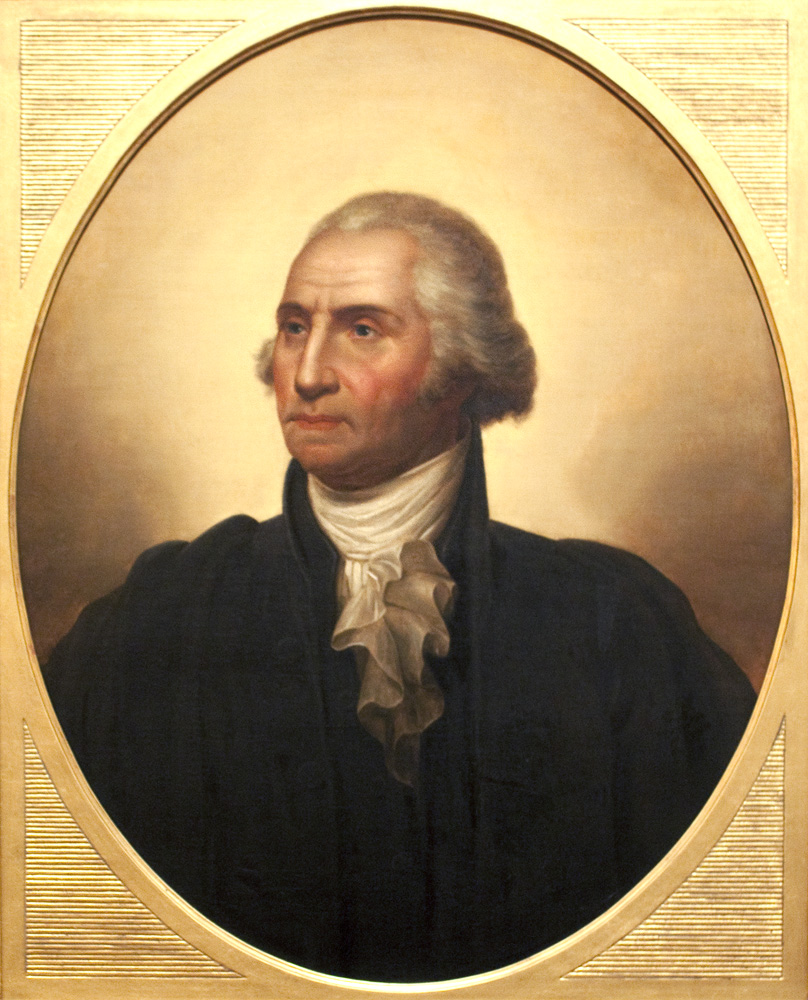
George Washington